# Sandra Auffarth
Sandra Auffarth (ur. 27 grudnia 1986 w Delmenhorst) – niemiecka jeźdźczyni sportowa. Dwukrotna medalistka olimpijska z Londynu.
Zawody w 2012 były jej pierwszymi igrzyskami olimpijskimi. Startuje we Wszechstronnym Konkursie Konia Wierzchowego (WKKW). W Londynie odniosła największy sukces w karierze, zwyciężając w drużynie i indywidualnie zajmując trzecie miejsce. Startowała na koniu Opgun Louvo. W 2011 była złotą medalistką mistrzostw Europy w drużynie i srebrną indywidualnie. Na igrzyskach w Rio de Janeiro wraz z drużyną zdobyła srebrny medal.